# Хередитаризам
Хередитаризам је становиште које наглашава пресудну улогу биолошког наслеђа у формирању физичких и менталних карактеристика, као и образаца понашања јединке и врсте.